# Eoscyllina inexpectata
Eoscyllina inexpectata är en insektsart som beskrevs av Rehn, J.A.G. 1909. Eoscyllina inexpectata ingår i släktet Eoscyllina och familjen gräshoppor. Inga underarter finns listade i Catalogue of Life.